# ハイキング

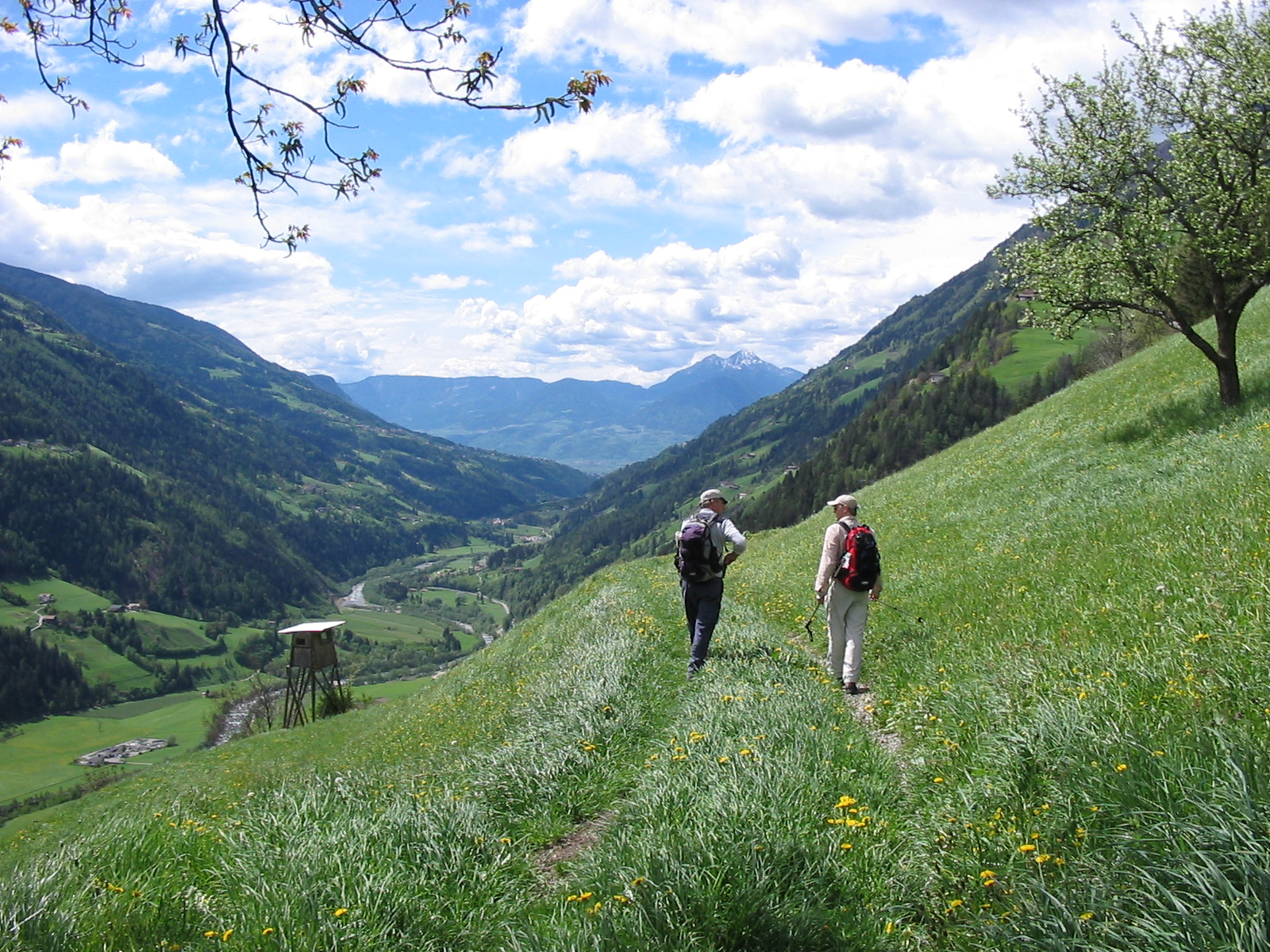
ハイキングを楽しむ人々

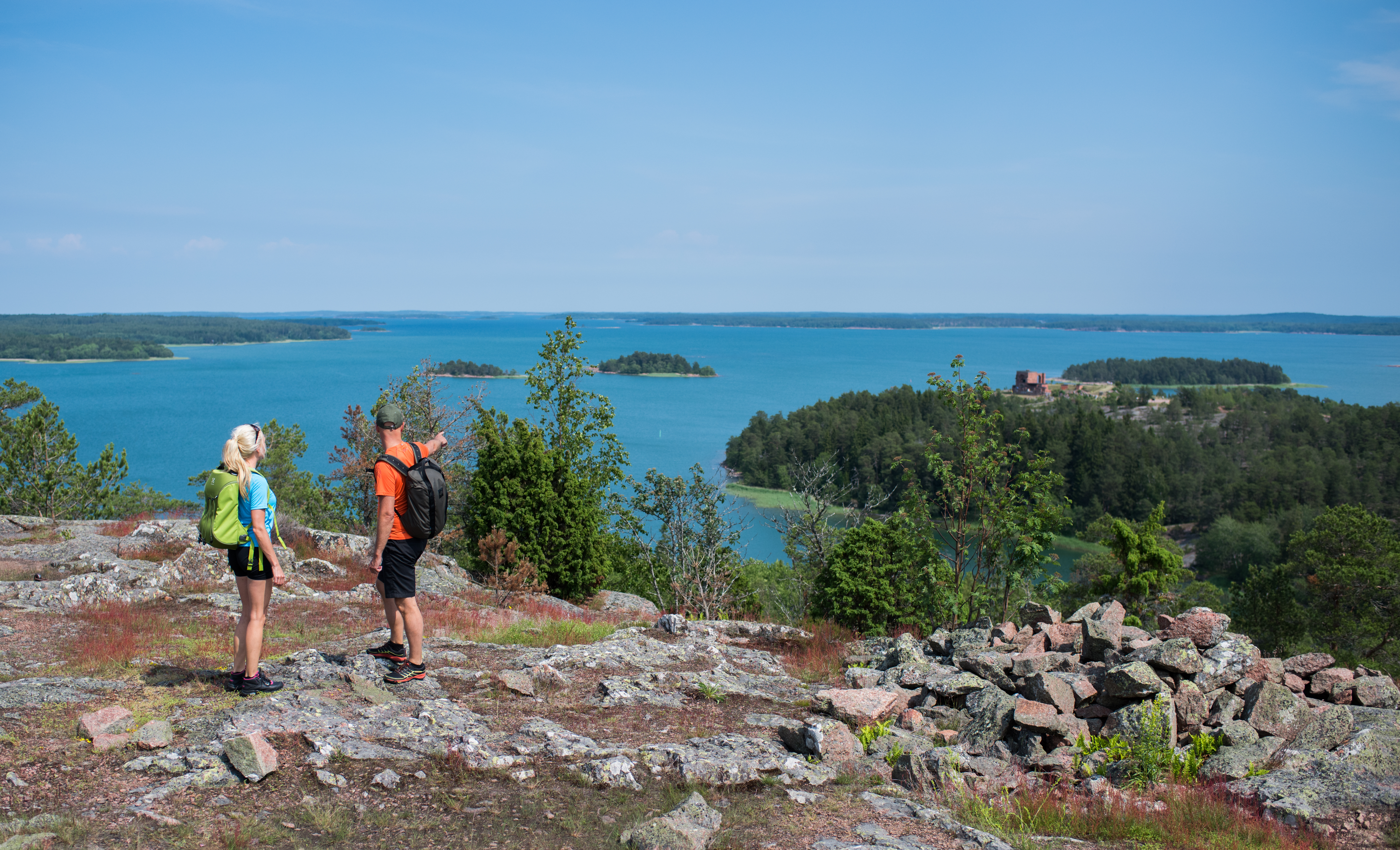
オーランド諸島でハイキングする人

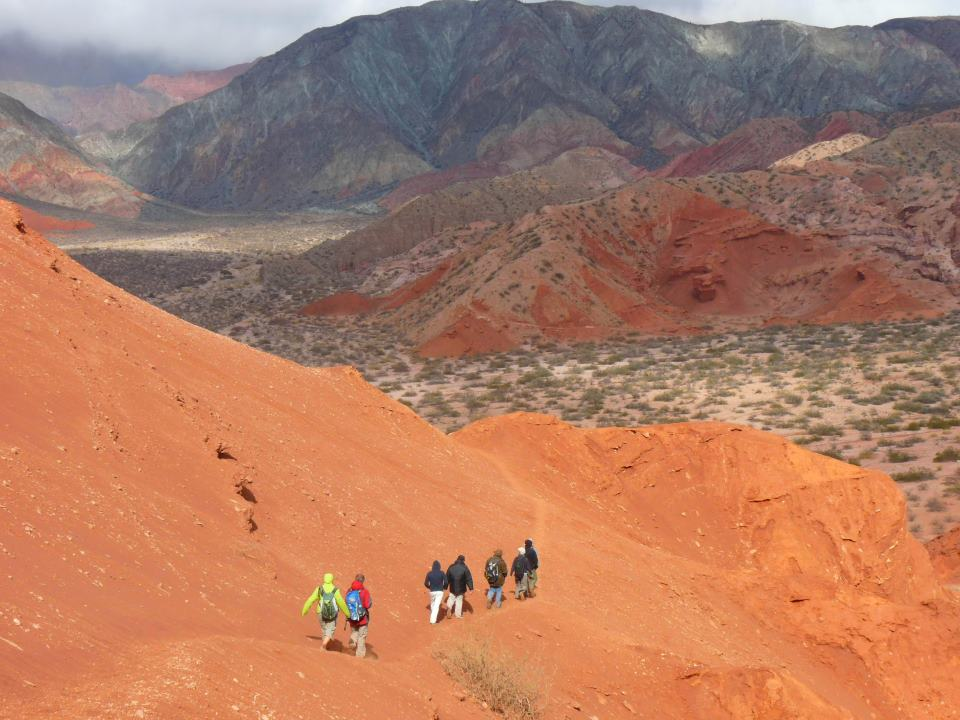
アルゼンチン

ハイキング（Hiking）は、健康のため、あるいは知らない土地を見聞したり、自然の風景や歴史的な景観を楽しむために軽装で、一定のコースや距離を歩くことをいう。ウォーキングともいい、近年は高齢者の健康維持（health promotion）のために推奨されている。小高い丘や山を越えたり、その中腹を横切るといったコースもあり、山歩きと一部その活動は重なる部分もある。なお、ハイキングをする人をハイカーという。
なお、食事が主な目的となる場合は、ハイキングではなくピクニックとなる。

## 起源・現状
こうした活動は、19世紀の末から20世紀の初頭にかけて、工業文明が急速な発展を遂げ、その工業生産や技術のデモンストレーションの場として、万国博覧会が始まった時代に、それへの警鐘として、健康維持のためのさまざまな活動、禁酒、禁煙運動、日光浴、海水浴、体操、自然食、ワンダーフォーゲル運動などのブームが始まった頃に共に始まったと思われる。
ウォーキング大会と銘打って、鉄道会社などが利用客を増やすために催すものもあるし、1人で背中にリュックを背負って、海外や山岳地を歩くバックパッキングというスタイルもある。呼び名は、各国の文化を背景にして異なり、ドイツではWandern（ワンデルン、ワーダーフォーゲルの語源）、オーストラリアではbushwalking（ブッシュウォーキング）、ニュージーランドではtramping（トランピング）という呼び名が好んで用いられている。